# Vigelandsanlegget
Vigelandsanlegget er et skulpturanlæg i Frognerparken i Oslo. Skulptursamlingen har fået navn efter kunstneren Gustav Vigeland, som har udformet den. Frognerparken er den mest besøgte turistattraktion i Norge.
Vigelandsanlegget er på 32 hektar og indeholder 214 skulpturer og tretten smedejernsporte. Alle skulpturer er skabt af Vigeland, og parken er udarbejdet efter hans tegninger. Parken er 850 meter lang, og skulpturerne er grupperet i fem større enheder: Hovedportalen, Broen med børnepladsen, Fontænen, Monolitplateauet og Livshjulet.
Skulpturanlægget indeholder det meste af kunstnerens produktion. Skulpturerne er i bronze, granit og smedejern. Parken indeholder tæt ved 600 figurer. Kunstneren modellerede selv alle skulpturerne i fuld størrelse, mens udhugningen i granit og bronzestøbningen blev udført af dygtige håndværkere. Arbejdet med anlægget strakte sig over mange tiår og stod først færdig omkring 1950. Oslo kommune bar de største udgifter, men der var også flere privatpersoner, som bidrog med tilskud.
- Hovedindgangen til Vigelandsanlegget i Frognerparken
- Vigelandsanlegget (Oslo)